# Wolodymyr Petrenko

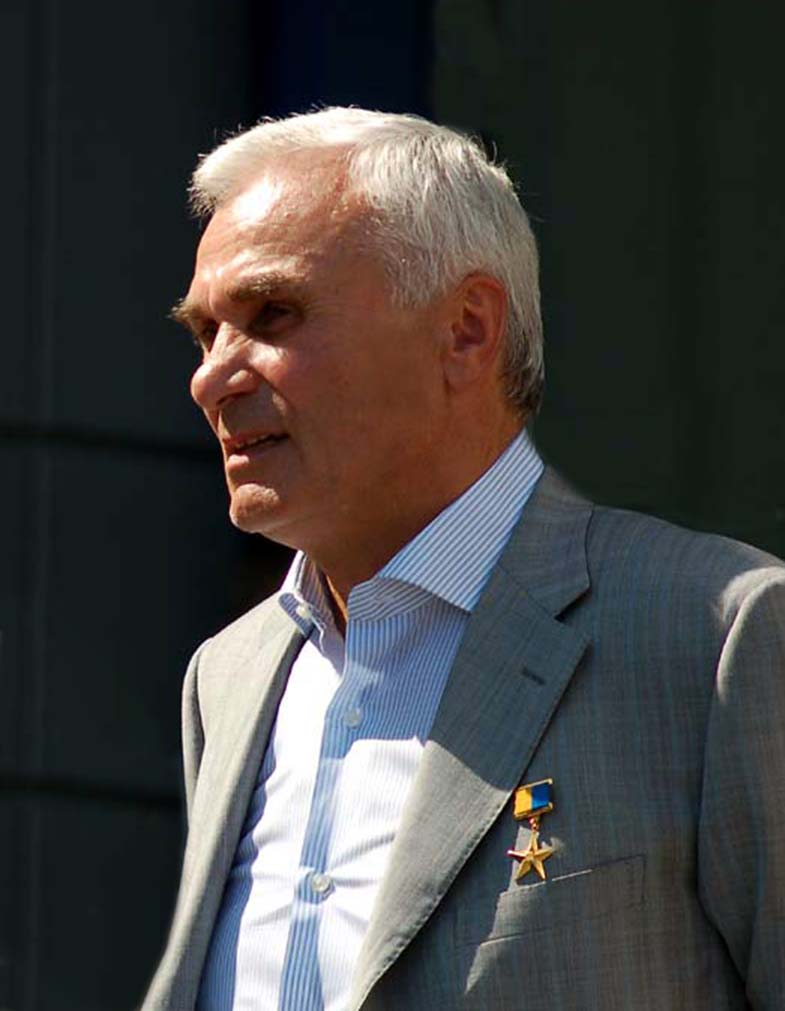
Wolodymyr Petrenko 2007

Wolodymyr Iwanowytsch Petrenko (* 1. März 1944 in Kyjliw, Ukrainische SSR) ist ein ukrainischer Ingenieurwissenschaftler, Politiker und Unternehmensmanager.

## Leben
Wolodymyr Petrenko studierte 1971 an der Kiewer Universität für Kraftwagen und Straßen Ingenieur, Fachrichtung „Brücken und Verkehrstunnel“.
Petrenko war von März 1987 bis 1994 Generaldirektor der Aktiengesellschaft Kievmetrostroyund ist seit 1994 deren Vorstandsvorsitzender. Seit Februar 1992 ist er zudem Präsident der staatlichen ukrainischen Korporation zum Bau von U-Bahnen und Tunneln (Ukrmetrotunelbud).
Darüber hinaus war er von 1987 bis 1994 und von 2006 bis 2008 Abgeordneter des Kiewer Stadtrats, seit 1996 Mitglied der Ukrainischen Akademie für Bauwesen und seit dem Jahr 2000 Doktor der Naturwissenschaften. Petrenko ist Autor von über 30 wissenschaftlichen Schriften, darunter 4 Patente.

## Ehrungen
Wolodymyr Petrenko erhielt zahlreiche Ehrungen. Darunter:
- 1999 Verdienstorden der Ukraine 1. Klasse[2]
- 2004 Held der Ukraine für herausragende Beiträge zur Entwicklung der Verkehrsinfrastruktur Kiews und die langjährige engagierte Arbeit als Vorsitzender des Unternehmens Kievmetrostroy[2]
- 2004 Ehrenbürger der Stadt Kiew[4]